# Condado de Antrim (Irlanda do Norte)
O condado de Antrim (em irlandês Contae Aontroma) é um dos seis condados da Irlanda do Norte e o nono maior dos 32 condados tradicionais da Irlanda com 2844 km². Em termos de população, com 566 mil habitantes, é o segundo maior, superado apenas pelo condado de Dublin.
Está situado no nordeste da ilha da Irlanda, na província do Ulster, e sua cidade mais importante é Belfast.

## Cidades
- Ballyclare
- Belfast